# 臂旁核
臂旁核（Parabrachial nuclei），是位于脑桥背外侧的一组核，其在中国为2014年公布的人体解剖学名词及2022年公布的睡眠医学名词。在人类大脑中，小脑上脚的扩张会导致臂旁核的扩张，臂旁核在大部分小脑上脚上形成一层薄薄的灰质带。按照Baxter和Olszewski的建议，人类的臂旁核通常分为内侧臂旁核和外侧臂旁核。进一步地，这些核又被细分为十几个亚核。功能方面主要与觉醒、血糖、体温等调节有关。

## 功能
在睡眠期间呼吸不足以满足生理需求时，外侧臂旁核中包含神经递质降钙素基因相关肽（CGRP）的神经元群似乎对于将有关缺氧（低血氧）和/或高碳酸血症（血液高CO2）的信息传递前脑部位以“唤醒大脑”（唤醒）至关重要。由此产生的“唤醒呼吸动力”有助于预防窒息。
最近数据显示，内侧和外侧臂旁核中的谷氨酸能神经元，以及脚桥被盖核中的谷氨酸能神经元，在脑干中为产生清醒状态提供了一个关键节点。这些神经元的损伤会导致不可逆的昏迷。